# Ouvrage de Schoenenbourg
Das Ouvrage de Schoenenbourg (franz., dtsch. Artilleriewerk Schoenenbourg, franz. auch Fort de Schoenenbourg) ist ein zum größten Teil unterirdisches Festungswerk der Maginot-Linie. Es liegt 18 Kilometer nordöstlich von Haguenau, acht Kilometer südlich von Wissembourg und vier Kilometer nordöstlich von Soultz-sous-Forêts. Die Zufahrt ist vom Dorf Schœnenbourg aus beschildert.
Der Verein AALMA (Association des Amis de la Ligne Maginot d’Alsace, Vereinigung der Freunde der Maginot-Linie im Elsass) betreut heutzutage das Werk und ermöglicht in bestimmten Teilen regelmäßig die Besichtigung.

Hinweisschild

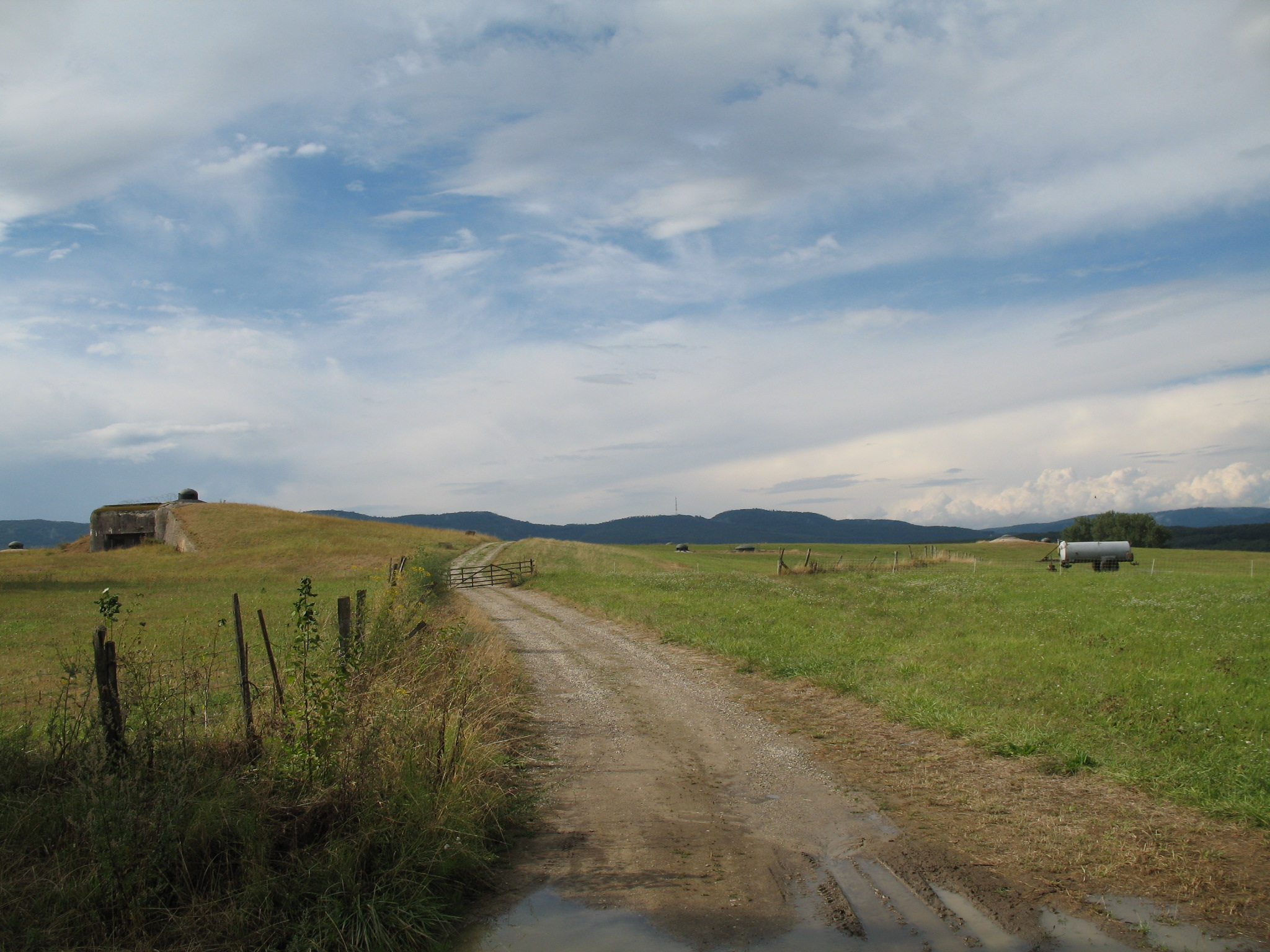
Außenansicht, von links nach rechts die Blöcke 5, 6, 3 und 2

Außenansicht Block 4

## Geschichte
(Quelle: )

### Planungsphase
Der erste konzeptionelle Entwurf des Werkes vom 27. Mai 1929 sah zwei flankierende Kasematten mit Maschinengewehren und Granatwerfern, zwei Panzertürme 81 mm, einen MG-Panzerturm, einen 75-mm-Panzerturm und sechs Panzerkuppeln für leichte Schnellfeuerwaffen vor. In einer Projektbesprechung (46. Treffen der Commission d'organisation des régions fortifiées (CORF)) am 26. November 1930 plante man zwei Eingänge und 5 Kampfblocks, einen MG-Panzerturm, einen Panzerturm 81 mm, einen Panzerturm 75 mm und zwei Kasematten mit MG und 75-mm-Bewaffnung. Allerdings sollten dann zwei 75-mm-Panzertürme die 75-mm-Bewaffnung der Kasematten ersetzen, da diese zu empfindlich gegen Beschuss gewesen wären. Außerdem wurde festgelegt, dass der Eingang in einem Hohlweg liegen solle. Die Bauplanung wurde vom Kriegsministerium am 22. Mai und am 24. Juni 1931 genehmigt. Kriegsminister war damals André Maginot (Kabinett Laval I).

### Bauzeit
Der Rohbau wurde von 1930 bis 1933 errichtet. Schon während der ersten Bauphase werden kostensparende Planänderungen vorgenommen. Ein Block mit einem 75-mm-Panzerturm wurde gestrichen; noch heute sieht man im Hauptstollen den geplanten Zugang, der vermauert wurde. Die Ausrüstung des nach Westen wirkenden Werkes mit einem 135-mm-Panzerturm anstelle des 75-mm-Panzerturmes, nach einer ergänzenden Planänderung durch die CORF am 18. Juni 1932, wurde ebenfalls später, in der zweiten Ausbauphase, wieder verworfen.
Im Jahr 1935 war dann die erste Innenausstattung und Bewaffnung installiert und wurde in der Folgezeit weiter verbessert. Ein weiterer Ausbau über das Jahr 1940 hinaus war vorgesehen.

### Nach Inbetriebnahme
Die Mannschaften für das Werk trafen ab 1935 in Schoenenbourg ein, es fehlten noch Panzerkuppeln, die nicht zu Ende entwickelt worden waren. Doch die Infanterie konnte ihre Friedensquartiere beziehen und den Alltag beginnen. Die Artilleristen wurden noch in Oberhoffen ausgebildet und kamen erst am Jahresende 1935 hinzu. Im Jahr 1936 kam es bei der Remilitarisierung des Rheinlandes erstmals dazu, dass die Besatzung in Alarmbereitschaft versetzt wurde und das Werk bezog. Doch später im Jahr kehrte wieder der Routinedienst der Friedenszeit ein.
Im Jahr 1937 erließ der französische Generalstab neue Vorschriften für die bessere Zusammenarbeit der einzelnen Truppenteile, und die 47-mm-Panzerabwehrkanonen konnten eingebaut werden. Als die Sudetenkrise 1938 für neue politische Unruhe sorgte, bezog die Mannschaft das Werk erneut. Auch im März 1938 kam es zu einem Alarm, und das Werk wurde bezogen, doch danach kehrte man zum regulären Betrieb zurück.
Als sich Ende August 1939 der Krieg abzeichnete, wurde das Werk am 24. August bezogen und zehn Tage später, am 3. September 1939, erklärte Frankreich im Rahmen seiner Beistandsverpflichtung Deutschland wegen dessen Angriff auf Polen den Krieg.

### Zweiter Weltkrieg
Eine Woche nach Kriegsbeginn, am 10. September 1939, feuerten die versenkbaren 75-mm-Panzertürme erstmals je 20 Schuss pro Turm nach Osten, um sich einzuschießen. Da man keine Munition verschwenden wollte, wurden nur vereinzelt weitere Schussübungen durchgeführt. Ende Januar 1940 begann der 81-mm-Panzerturm sich einzuschießen.
Im März 1940 verlegte man eine Batterie der alten Canon de 120 Mod. 1878 de Bange mit zwei Geschützen auf das Gelände des Werkes. Als Besatzung der etwas über 10 km weit reichenden Geschütze kamen die Mannschaften des 81-mm-Panzerturms zum Einsatz.
Am 10. Mai 1940 begannen die deutschen Angriffsoperationen im Westen. Die deutschen Aktivitäten östlich des Werkes führten am 14. Mai zum Beschuss der Mühle St.-Rémy mit 80 Schuss der 75-mm-Geschütze. Später am gleichen Abend nahmen die Türme Mundat westlich von Wissembourg unter Feuer. Die deutsche Gegenreaktion waren die ersten 13 Schuss eines 28-cm-Eisenbahngeschützes aus einer Position in Bundenthal im Pfälzer Wald (ca. 16,5 km) auf das Werk. Dieses Geschütz befand sich außerhalb der Reichweite des Werks. Am Nachmittag des 15. Mai schlugen weitere 20 der 28-cm-Granaten im Werksgelände ein. Sie hinterließen 7 Meter breite und 3 Meter tiefe Krater und richteten leichte Schäden an den Panzersperren an. Am nächsten Tag begannen deutsche 10,5-cm-Kanonen das Werk zu beschießen. Aus einem Beobachtungsstand konnte eine Batterie westlich von Wissembourg erkannt werden und wurde dann mit den 7,5-cm-Panzertürmen bekämpft. Nach diesem Gegenfeuer gab es eine Ruhepause bis zum 19. Mai, als wieder leichter Beschuss einsetzte.
Am 20. Mai nahmen die 75-mm-Panzertürme (Block 3 und 4) ein deutsches Beobachtungsflugzeug vom Typ Hs 126 unter Feuer, welches die französischen Vorposten abflog. Diese improvisierte Luftabwehr war zuvor nie angedacht oder geübt worden, doch wurde sie von den benachbarten Werken Hochwald und Four-à-Chaux danach übernommen.
Am 26. Mai kam es zum Beschuss mit 30 Granaten im Kaliber 150 Millimeter. Durch einen Einschlag direkt vor der Panzerkuppel des Blocks 5 kam der als Beobachter eingesetzte Soldat Moreau ums Leben, da ihm die Wucht der Detonation das eingebaute Episkop gegen den Kopf schlug. Er blieb der einzige durch gegnerischen Beschuss getötete Soldat im Werk Schoenenbourg während der Kampfhandlungen im Sommer 1940. In der Nacht vom 27. auf den 28. Mai wurden 8.000 Schuss für die 75-mm-Geschütze angeliefert, wodurch der Munitionsvorrat mehr als vervollständigt war und das Munitionslager M2 übervoll.
Am 4. Juni kam es zu einem Unfall mit einer der alten 120-mm-Kanonen. Durch einen Rohrkrepierer fiel ein Geschütz vollständig aus, und das zweite Geschütz wurde beschädigt. Es wurden dabei 8 Soldaten verletzt, dabei 3 sogar schwer, und einer dieser Schwerverletzten, der Kanonier Derendinger, verstarb am 6. Juni an den Verletzungen. An diesem Tag wurden zwei weitere 120-mm-Kanonen Mod. 87 in Stellung gebracht. Die Besatzung des 81-mm-Panzerturms bediente nun die verbliebene 120-mm und die beiden neuen in Stellung gebrachten. Am 12. Juni wurde eine „Intervall“-Truppe abgezogen und nach Süden verlegt, und am nächsten Tag wurde das vorne eingesetzte 120-mm-Geschütz durch Beschuss zerstört. Bei deutschen Angriffen am 15. Juni auf Stützpunkte zwischen Hoffen und Oberrödern unterstützen die 75-mm-Panzertürme mit 80 Schuss den Stützpunkt 7 und feuerten 80 Salven in Richtung Oberseebach und 80 in Richtung Stundwiller. Mittags gab das Werk mit viel Munition Feuerschutz für einen Gegenangriff auf Oberseebach, bei dem ein Bunker zurückerobert wurde. Auch in den folgenden Tagen feuerte das Werk häufig zur Unterstützung der eigenen Kräfte, bis man gezwungen war Munition zu sparen. Der eigene Beschuss vom 17. bis 20. Juni richtete sich häufig in Richtung Oberroedern, Aschbach und Hoffen, um die Angriffe der deutschen 246. Infanterie-Division zu stoppen. Doch die deutsche Infanterie hatte Luftunterstützung angefordert, und am Abend des 20. Juni gegen 20 Uhr griffen zwei deutsche Stuka-Geschwader die erkennbaren Bunker an. Einige Nahtreffer blockierten die Panzertürme durch Erdmassen. Doch in der Nacht konnten diese wieder freigeschaufelt werden. Am 21. Juni wurden die 75-mm-Panzertürme wieder eingesetzt, aber schon am Morgen griffen die deutschen Sturzkampfbomber wieder an. Um 9:30 Uhr schlug eine Bombe in den Beton des Diamantgrabens von Block 6 ein, was zu Absplitterungen, Staub und Rauch führte, wodurch ein Gasalarm in der Anlage ausgelöst wurde. Die nächste Angriffswelle gegen 11:15 Uhr mit 27 Stukas richtete wenig Schaden an, und auch ein Angriff um 18:30 Uhr verlief ohne größere Schäden am Werk.
Am gleichen Tag begann ein 42-cm-Mörser von Škoda mit dem Beschuss aus einer Stellung östlich von Wissembourg. Seine 1020 kg schweren Granaten fielen steil auf die Anlage. Ab 16:15 Uhr schlugen im Abstand von 7 Minuten 14 Geschosse ein, die bis zu 20 m tiefe Risse in die Erde schlugen, doch die betonierten Teile der Anlage wurden nur geringfügig beschädigt. Am Nachmittag des folgenden Tages wurden wieder ab 16:15 Uhr weitere 14 Granaten mit dem Mörser auf das Werk gefeuert.
Bei einem Luftangriff am Nachmittag des 22. Juni trafen ungefähr 60 schwere und 100 leichte Bomben das Gelände über dem Werk. Die Krater der schweren Bomben waren 5 bis 20 m breit und 2 bis 7 m tief. Im Block 1 wurde die Lafettierung eines Maschinengewehrs verbogen, und bei Block 4 wurde durch einen Nahtreffer das gesamte schützende Erdreich weggesprengt, so dass der Beton einer Bunkerseite offen da lag. Ein Treffer am Block 5 legte eine 1 m starke Erdschicht über den Block. Mit eigener Anstrengung durch die Besatzung konnten die nachteiligen Effekte beseitigt werden. Während des Mörserbeschusses blieben die Artilleriekuppeln eingezogen; wenn diese wieder ausgefahren wurden, begann der Beschuss durch 8,8-cm-Flak und 10,5-cm-Geschütze. Bei Block 3 schlugen durch einen Treffer zwischen Vorpanzer und Beton Flammen in das Werk, und es kam zur Rauchbildung. Der Turm war blockiert, und erst durch den Einsatz von Hammer und Meißel in der Nacht konnte er wieder gangbar gemacht werden.
Am 23. Juni begann der Mörserbeschuss morgens um 7:52 Uhr, und eines seiner 14 Geschosse war ein Volltreffer auf Block 3. Der Block wurde nicht durchschlagen, aber seine Munitionskammern M1 und M2 wiesen Risse auf. Um 19:20 Uhr folgte eine weitere Serie von 14 Schüssen durch den Mörser. Nach dem Beschuss wurden die Panzerkuppeln wieder ausgefahren und schossen wieder. Ein Nahtreffer am Block 5 führte glücklicherweise nur zum Ausfall des 81-mm-Panzerturms. Ein Geschoss des Mörsers war ca. 50 cm vor der Öffnung für den Granatwerfer des Blocks eingeschlagen, die, da die Montage noch nicht beendet war, zu diesem Zeitpunkt nur mit einer 4-cm-Panzerplatte verschlossen war.
Als am 24. Juni deutsche Truppen beschossen wurden, zogen die Panzerkuppeln sofort das Feuer von 8,8-cm-Flak und 10,5-cm-Geschützen auf sich. Als am 25. Juni der Waffenstillstand unterzeichnet wurde, war das Werk noch voll einsatzbereit.
Vom 3. September 1939 bis zum 25. Juni 1940 hatte das Werk 15.792 Granaten vom Kaliber 75 mm und 682 vom Kaliber 81 mm verschossen. Es waren zusammen 16.474 Granaten in den 10 Monaten seit Kriegsbeginn, davon alleine 13.388 in 10 Tagen (vom 14. bis 25. Juni), wobei 723 Granaten der alten Geschütze vom Kaliber 120 mm enthalten sind.
In dieser Zeit erhielt das Werk 56 Treffer von 420-mm-Granaten, 33 von 280-mm-Granaten, 160 von Fliegerbomben und 3000 von Granaten von 105 oder 150 mm. Das Werk wurde von einer Škoda 42 cm Haubitze beschossen, die in Oberotterbach, ca. 15 km entfernt, stationiert war. Die Armierung hielt dem Beschuss stand, es entstanden aber Krater im Erdreich bis zu 20 m Tiefe.
Erst auf Befehl einer aus dem noch unbesetzten Frankreich angereisten Gruppe französischer Offiziere übergab die Besatzung das Werk den deutschen Streitkräften. Die Besatzung ging, obwohl man erwartete ins unbesetzte Frankreich zu marschieren, in deutsche Kriegsgefangenschaft.
Nachdem die Wehrmacht die Anlage besetzt hatte, wurde die Wirkung der eigenen Artillerie und der Luftangriffe ausgewertet. Die massiven Krater waren eindrucksvolle Zeugen des schweren Kampfes und wurden entsprechend auch für den NS-Propagandafilm Sieg im Westen im Jahr 1941 genutzt, wobei französische Kriegsgefangene als Komparsen mitwirken mussten.

### Nachkriegszeit
Nachdem beim deutschen Rückzug Anfang 1945 der Mannschafts- und Munitionseingang des Werkes gesprengt worden war, wurden die Beschädigungen im Zeitraum von 1950 bis 1955 von der französischen Armee wieder behoben.
Die Konstruktion des Mannschaftseingangs wurde vollständig überarbeitet. Zeitweise war der Einbau eines 7,5-cm-Panzerturmes geplant, was jedoch wieder verworfen wurde. Der Eingang wurde ins untere Stockwerk verlegt.

## Aufbau
Als rechter Eckpfeiler der Maginot-Linie ist die Werkgruppe Schoenenbourg eine typische Artilleriegruppe mittlerer Stärke (Größenklasse 2). Die meisten Werksteile liegen 17 bis 30 m unter der Erde; nur die beiden Werkseingänge und die Kampfbunker liegen an der Erdoberfläche. Die beiden Eingänge, wovon einer für die Mannschaft und einer für die Materialanlieferung diente, liegen auf der feindabgewandten Seite eines Hügels. Von den Eingangsbauwerken führen Schächte mit Treppen und Aufzügen zu den unterirdischen Werksteilen. Dort befinden sich eine Kaserne mit Küche und Lazarett, ein Kraftwerk, Werkstätten, Munitionslager und Befehlsstände. Im Werk verkehrte eine Schmalspurbahn, die das Material vom Materialeingang durch einen über 1 Kilometer langen Stollen zu den Kampfblocks transportierte. Die feindseitig im Hügel liegenden Kampfbunker bestehen aus zwei seitlich flankierenden Infanteriekasematten (Block 1 und 6), einem versenkbaren MG-Panzerturm, zwei versenkbaren Panzertürmen mit Kanonen und einem versenkbaren Panzerturm mit einem Granatwerfer.
Die Besatzung bestand aus etwa 20 Offizieren, 70 Unteroffizieren und 500 Mannschaftsdienstgraden; die Besatzungsstärke schwankte häufig zwischen 510 und 630 Mann. 183 Mann der Besatzung, davon etwa acht Offiziere, waren Infanteristen, 230 Mann einschließlich zehn Offizieren Artilleristen und 133 Mann einschließlich zwei bis drei Offizieren Pioniere und Angehörige der Versorgungsdienste. Einige Mann der Besatzung wurden als Artilleriebeobachter an die Kasematten Hoffen-Ost, Aschbach-Ost und den Beobachtungsbunker Hatten abgegeben.
Befehligt wurde die Werkgruppe 1939/40 von Major Reynier, der von den Hauptleuten Cortasse als Befehlshaber der Werksartillerie, Kieffer als Befehlshaber der Infanterie und Stroh als Pionierkommandant unterstützt wurde.
Die Einzelanlagen der Werkgruppe und ihre Bewaffnung:
Block 1: Infanteriekasematte Nord. 1 × 4,7-cm-Pak (Canon de 47 mm AC modèle 1934), 2 Zwillings-MG, 2 MG-Panzerkuppeln.
Block 2: MG-Panzerturm. 1 Zwillings-MG in Panzerturm, 1 MG-Panzerkuppel.
Block 3: Panzerturm. 2 × 7,5-cm-Haubitze (Modell R 32), 1 MG-Panzerkuppel.
Block 4: Panzerturm. 2 × 7,5-cm-Haubitze (Modell R 32), 1 Beobachtungskuppel, 1 MG-Panzerkuppel.
Block 5: Panzerturm. 2 × 8,1-cm-Granatwerfer, 1 Granatwerferkuppel, 1 MG-Panzerkuppel.
Block 6: Infanteriekasematte Süd. 1 × 4,7-cm-Pak, 1 Zwillings-MG, 1 MG-Panzerkuppel.
Block 7: Munitionseingang. 1 × 4,7-cm-Pak, 1 Zwillings-MG, 2 MG-Panzerkuppeln.
Block 8: Mannschaftseingang. 1 × 4,7-cm-Pak, 1 Zwillings-MG, 1 Granatwerferkuppel, 1 MG-Panzerkuppel.
Die ursprüngliche Planung hatte noch zwei Artilleriekasematten mit je zwei 7,5-cm-Haubitzen, die flankierend wirken sollten, und einen Artilleriepanzerturm als frontale Abwehr vorgesehen. Wegen des flachen Geländes wurden die beiden mächtigen Geschützkasematten durch Panzertürme ersetzt und ihre Anzahl von drei auf zwei verringert. Ein Panzerturm mit zwei 13,5-cm-Haubitzen, als Kampfblock 9 auf den zweiten Bauabschnitt verschoben, wurde nie gebaut, da durch den Ausbruch des Krieges der zweite Bauabschnitt nicht verwirklicht wurde.

## Die unterirdischen Werksteile

### Stromversorgung/Kraftwerk

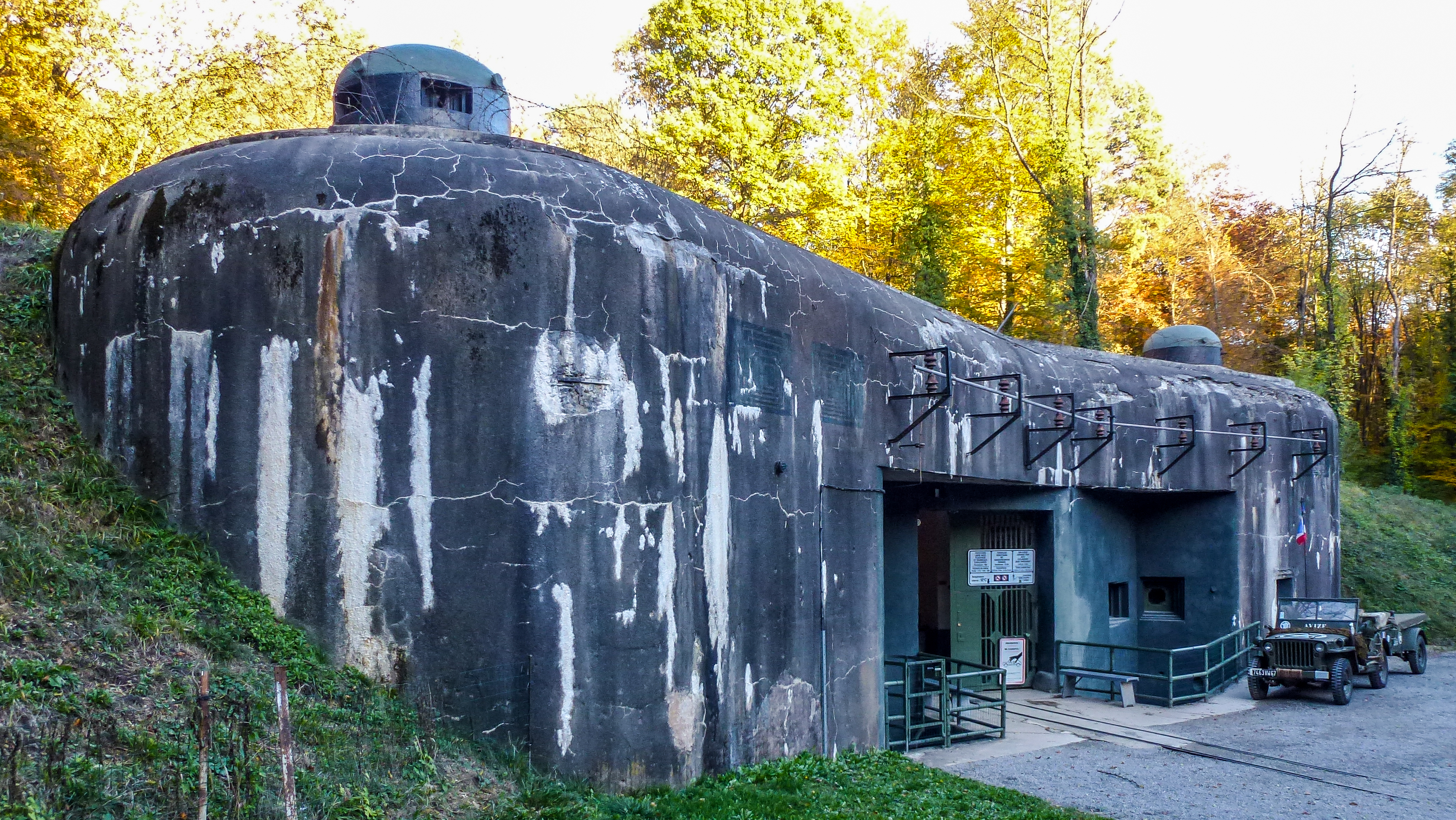
Ehemaliger Munitionseingang, heutiger Eingang zu den unterirdischen Anlagen, Block 7.

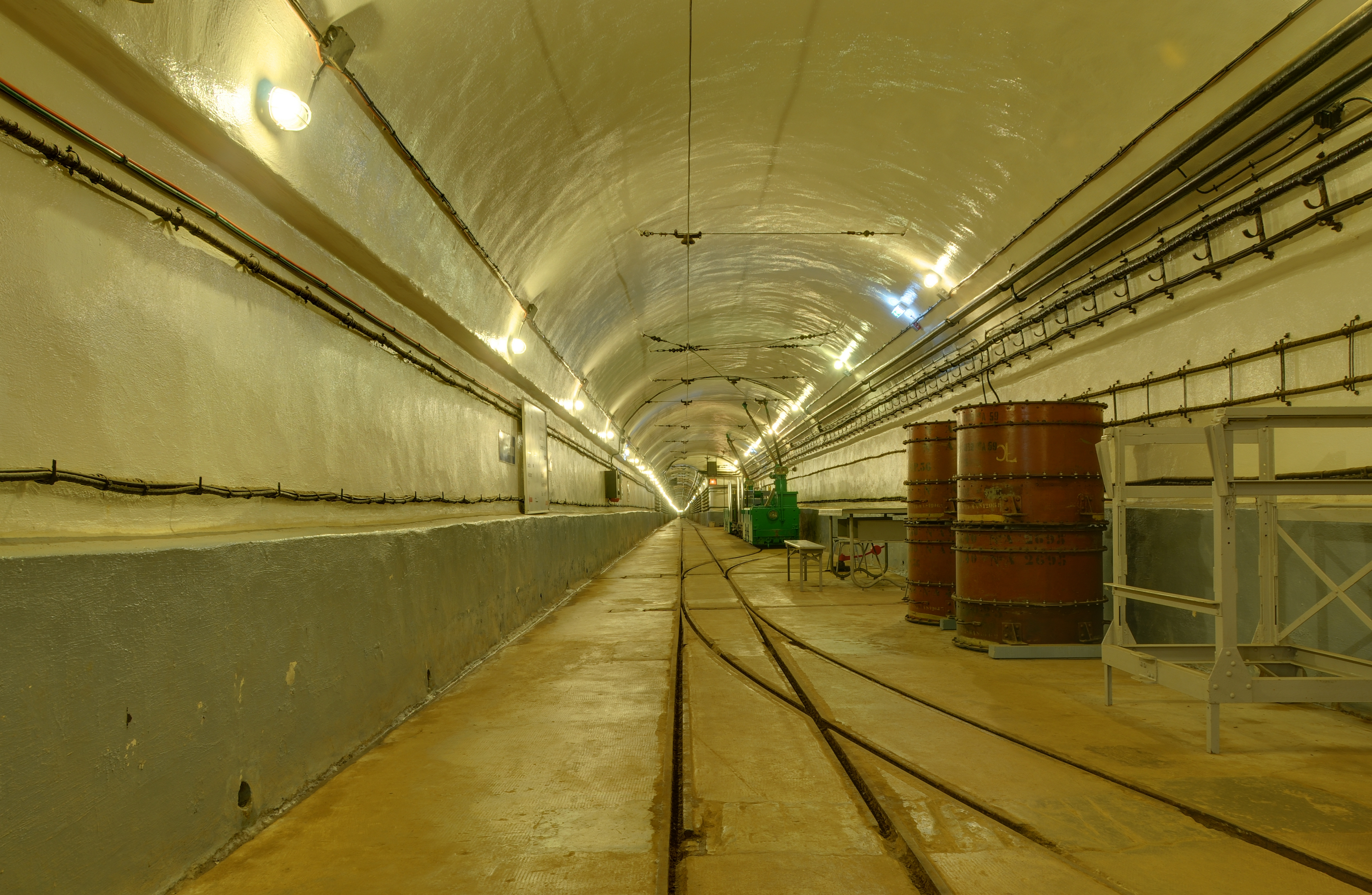
Gang im Bunker

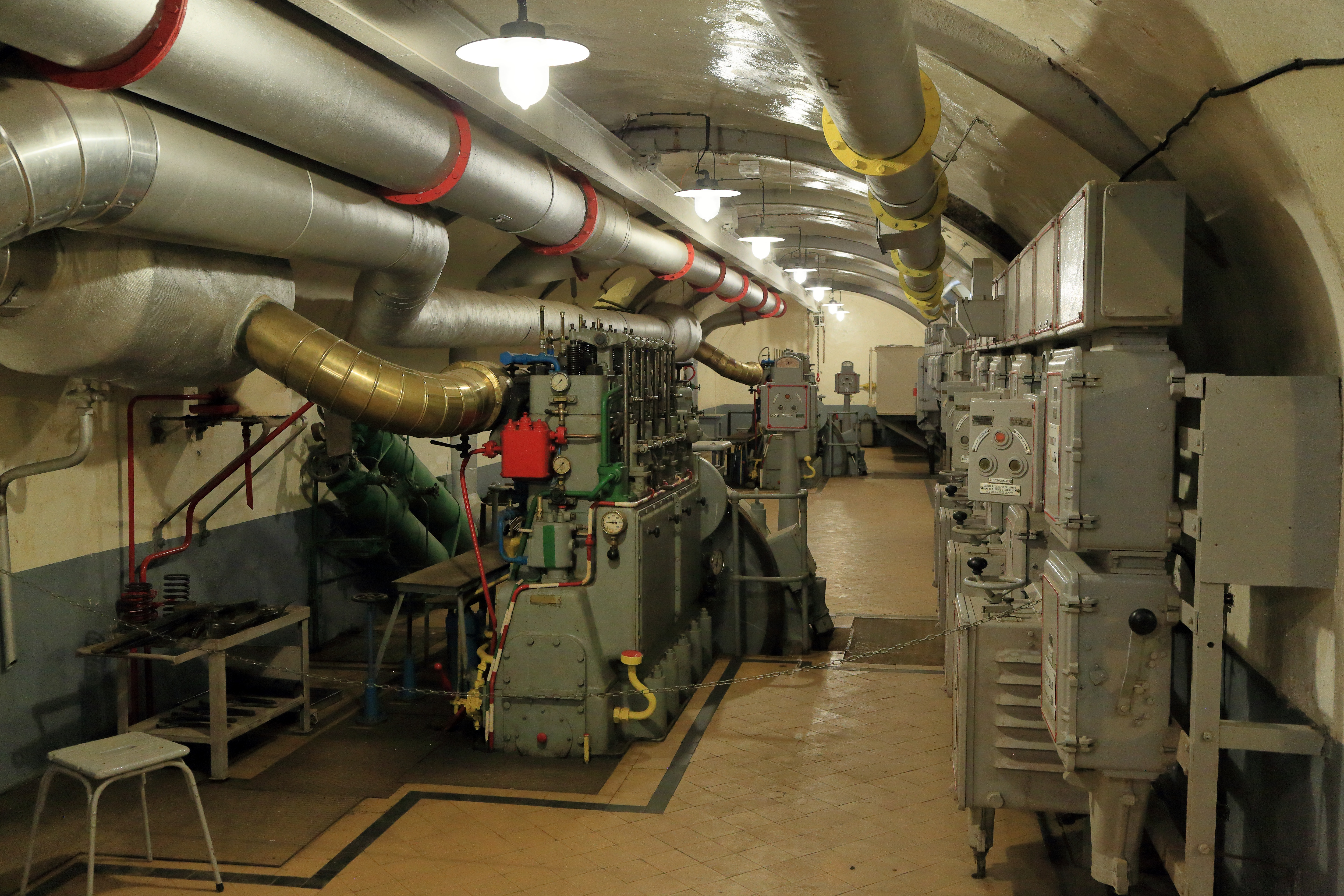
Kraftwerk

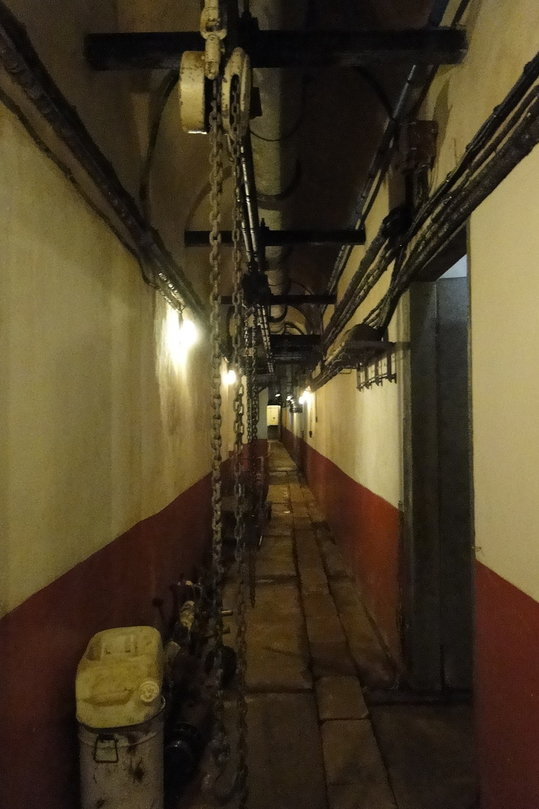
Schalenförderer

Im Normalbetrieb wurden die Werke der Maginot-Linie über ein Erdkabel mit 22.000 Volt von außen versorgt. Weil im Kriegsfall mit einer Unterbrechung der externen Stromversorgung gerechnet werden musste, wurden alle Werke mit eigenen Kraftwerken ausgestattet. Viele Funktionen eines Maginot-Werkes hingen von einer Versorgung mit Elektrizität ab:
- Beleuchtung (ca. 2000 Lampen)
- Transport (sechs Aufzüge, zwei Elektrolokomotiven)
- Nachrichtenübermittlung (Funk, Telefon, Maschinentelegrafen)
- Lüftung (35 Ventilatoren)
- Wasserversorgung (zehn Pumpen)
- Betrieb der Panzertürme
- Küche (Elektroherd, Boiler etc.)

Im Maschinensaal des Kraftwerks standen vier Dieselgeneratoren. Für den normalen Betrieb reichten zwei Generatoren aus. Wenn das Werk im Kampf stand, wurde ein dritter Generator zugeschaltet, um den erhöhten Energiebedarf durch das Heben, Senken und Drehen der Panzertürme, die häufiger laufenden Munitionsaufzüge, den erhöhten Verkehr der elektrischen Schmalspurbahnen und eventuell verstärkten Einsatz der Lüftung auszugleichen. Der vierte Generator stand in Reserve. Bei plötzlichem Stromausfall stand im Kraftwerk ein kleines Notstromaggregat für einen Schwarzstart zur Verfügung, das von Hand angeworfen werden konnte und ausschließlich das Kraftwerk mit Strom versorgte, bis die großen Dieselaggregate gestartet werden konnten.
Bei diesen Aggregaten handelte es sich um Dieselmotoren der Firma Sulzer mit je vier Zylindern und einer Leistung von gesamt 117,68 kW bei einem Verbrauch von 20 Litern Kraftstoff pro Stunde. Gestartet wurden sie mittels Druckluft. Jeder Motor trieb einen Generator an, der 115 kVA in 440 Volt lieferte. Alle vier Generatoren konnten wahlweise miteinander gekoppelt werden. Die sehr robusten Motoren stammten aus U-Booten und wurden nach der Aufgabe des Werks von der deutschen Wehrmacht für diesen Zweck demontiert. Im Kraftwerk befindet sich auch eine Umform- und Trafostation, welche die 440 Volt Wechselstrom in 110 Volt Wechselstrom für das Lichtnetz, 600 Volt Gleichstrom für die Elektrolokomotiven und 3000 Volt für die Versorgung der Kampfblocks umspannte. Durch die höhere Spannung wurden die Übertragungsverluste verringert, in den Kampfblöcken wurden die 3000 Volt entsprechend den eigenen Bedürfnissen nochmals umgespannt.
Weiter gehören zum Kraftwerk neben dem Maschinensaal und der Umformstation Werkstätten, Büros, Ersatzteillager und große Vorratstanks für 96.000 Liter Dieselöl, 184.000 Liter Kühlwasser und 6.000 Liter Schmieröl. Auch die Hauptventilation des Werkes mit einem Filtersaal ist hier untergebracht.
Im Notfall konnten sämtliche elektrisch betriebenen Einrichtungen des Werks auch per Hand betrieben werden.

### Wasserversorgung/Abwasser
Wegen der dramatischen Ereignisse, die im Ersten Weltkrieg die Kapitulation von Fort Vaux erzwangen, weil die Besatzung dem Verdursten nahe war, legte man besonderen Wert auf die Wasserversorgung der Maginotwerke. Im Werk Schoenenbourg standen 263.000 Liter auf 14 Reservoirs verteilt zur Verfügung. Gespeist wurden diese Reservoirs aus einem 117 Meter tiefen Brunnen, der die Unabhängigkeit des Werkes garantierte. Auch wurden beim Vortrieb der Stollen drei Wasseradern angeschnitten, die gefasst wurden und die Wasserversorgung noch ergänzten.

### Kaserne

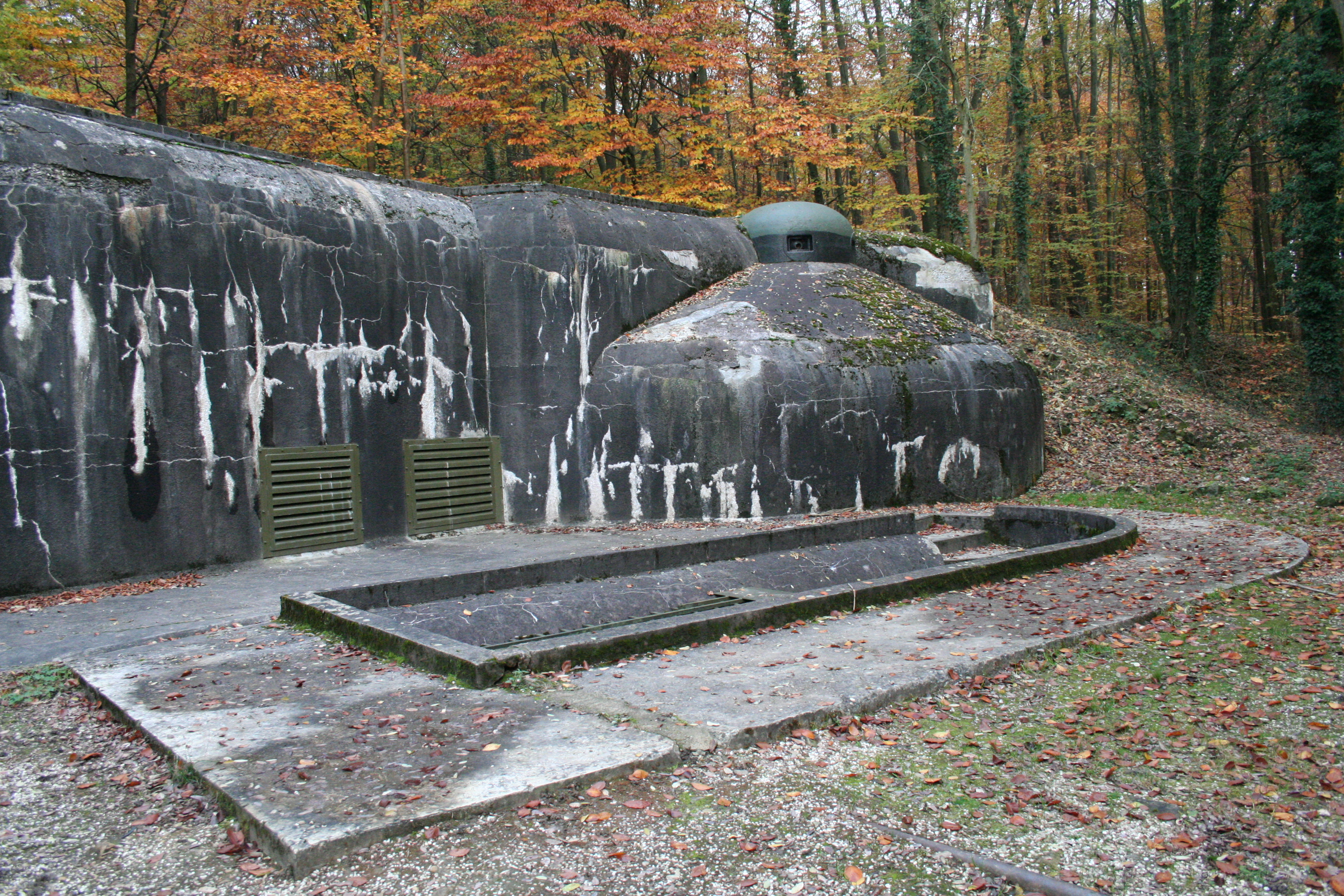
Ehemaliger Mannschaftseingang, Block 8

In der Nähe des Mannschaftseingangs befindet sich unweit des Kraftwerks die Kaserne. In ihr sind die Unterkünfte für Mannschaften und Offiziere, die Küche, das Lazarett, Wasch- und Duschräume, die Kleiderkammer sowie Lebensmittel- und Trinkwasservorräte untergebracht. Toiletten gab es auch in jedem Kampfblock.

### Hauptbefehlsstand
Im Hauptbefehlsstand liefen alle Nachrichtenverbindungen zusammen. Die Meldungen der einzelnen Kampfblocks und auch die von anderen Bunkern und Werken wurden hier erfasst und ausgewertet. Hier befindet sich der Raum des Festungskommandanten und die Telefonzentrale, die auch in ständiger Verbindung mit dem Funkraum stand, der sich aus technischen Gründen im Munitionseingang befand. Waren die eingegangenen Meldungen ausgewertet und bestand ein Überblick über die Lage, wurden vom Feuerleitstand der Artillerie die Befehle an die Kampfblocks ausgegeben. Die Befehlsausgabe erfolgte von hier aus über Maschinentelegrafen direkt an die Geschützstände. So dauerte es oft nur wenige Minuten von einer gemeldeten Feindsichtung bis zur Feuereröffnung.